# Phare de Castle Pinckney
Le phare de Castle Pinckney (en anglais : Castle Pinckney Light) est un ancien phare faisant partie du Castle Pinckney, dans l'entrée port de Charleston dans le Comté de Charleston en Caroline du Sud.

## Historique
Castle Pinckney était une fortification côtière américaine de 1810, construite sur le site de Fort Pinckney, un fort de 1797 détruit lors d'un ouragan de 1804. Il était occupé par les forces confédérées pendant la guerre de Sécession.
En 1855, une tour en bois avec un plan focal de 15 m a été construite à Castle Pinckney. Elle était équipée d'une lentille de Fresnel de 5e ordre . En 1878, le phare fut transféré à l'United States Lighthouse Board pour servir de dépôt de phare pour le sixième district. Un nouveau phare a été construit en 1880. Un troisième phare a été construit en 1890 et a été transformé en une station de signalisation maritime.
En 1916, le dépôt du phare a été transféré à Charleston. La station de signalisation a été désactivée en 1917 et Castle Pinckney a été transféré au Département de la guerre pour un temps. Le phare a probablement été détruit en 1938.
Identifiant : ARLHS : USA-1002 .

### Lien connexe
- Liste des phares en Caroline du Sud